# Constantin Pîrvulescu

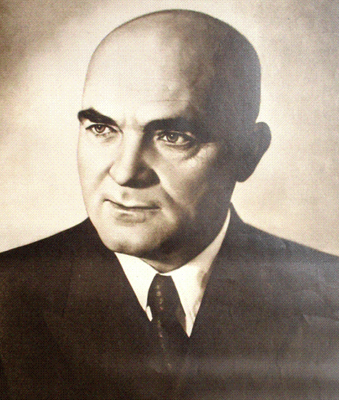
Constantin Pârvulescu

Constantin Pîrvulescu (* 10. November 1895 in Băile Olănești Kreis Vâlcea; † 11. Juli 1992 in Roman) war ein rumänischer kommunistischer Politiker. Er war einer der Gründer der Rumänischen Kommunistischen Partei (PCR) und wurde nach Auseinandersetzungen mit der Parteiführung einer der aktivsten Gegner des kommunistischen rumänischen Führers Nicolae Ceaușescu.
Im November 1979, auf dem 12. Parteitag der PCR, stellte er sich gegen die Wiederwahl von Ceaușescu, woraufhin ihn die Parteiführung der Wahrnehmung persönlicher Interessen beschuldigte. Er warf dem Parteitag die Vernachlässigung der wirklichen Probleme des Landes vor, nur um Ceaușescu zu  verherrlichen. Dieser beispiellose Angriff im kommunistischen Rumänien kam von einem Mann, der lebenslang mit dem sowjetischen Kommunismus verbunden war (er war das einzige Mitglied des ZK, der 1958 gegen Chruschtschows Abzug der sowjetischen Truppen war). Pîrvulescu wurde des Saales verwiesen, man zog seine Position als Delegierter zum Kongress zurück und er wurde unter strenge Aufsicht und Hausarrest gestellt.
Im März 1989 unterzeichnete er gemeinsam mit fünf anderen Dissidenten (Gheorghe Apostol, Alexandru Bârlădeanu, Grigore Răceanu, Corneliu Mănescu und Silviu Brucan) einen offenen Brief („Das Schreiben der Sechs“). Das Dokument, ausgestrahlt von Radio Free Europe und Voice of America, war eine Kritik an der Politik Ceaușescus. Es führte zur raschen Festnahme und Vernehmung der Unterzeichner durch die Securitate und anschließend zu ihrem erzwungenen Aufenthalt an verschiedenen Orten.
Pîrvulescu war mit Suzana Pîrvulescu (1898–1942), selbst eine PCR-Aktivistin, die 1936 bis 1939 inhaftiert war, verheiratet.